# Sofía Toccalino
Sofía „Poy“ Toccalino (* 20. März 1997 in Luján) ist eine argentinische Hockeyspielerin. Sie gewann mit der argentinischen Nationalmannschaft bis 2024 je eine olympische Silber- und Bronzemedaille und eine Weltmeisterschaftssilbermedaille.

## Sportliche Karriere
Toccalino war schon im Jugendbereich recht erfolgreich. So gewann sie die Bronzemedaille bei den Olympischen Jugendspielen 2014. Bei den U21-Weltmeisterschaften 2016 gewannen die Argentinierinnen den Titel mit einem 4:2 über die Niederländerinnen.
Bereits im Februar 2015 hatte Toccalino in der Nationalmannschaft debütiert. Ihr erstes großes Turnier waren die Südamerikaspiele 2018 in Cochabamba. Die Argentinierinnen siegten im Finale mit 8:0 über die Mannschaft Uruguays. 2019 besiegten die Argentinierinnen im Finale der Panamerikanischen Spiele in Lima die Kanadierinnen mit 5:1. Bei den Olympischen Spielen in Tokio belegten die Argentinierinnen in ihrer Vorrundengruppe nur den dritten Platz. Mit einem 3:0-Sieg im Viertelfinale gegen die deutsche Mannschaft und einem 2:1-Halbfinalsieg über die Inderinnen erreichten die Argentinierinnen das Finale gegen die Mannschaft aus den Niederlanden. Die Argentinierinnen unterlagen mit 1:3 und erhielten die Silbermedaille. Toccalino war in allen acht Spielen dabei.
2022 erreichten die Argentinierinnen bei der Weltmeisterschaft in Terrassa mit einem Sieg im Shootout gegen die deutsche Mannschaft das Endspiel. Dort verloren sie mit 1:3 gegen die Niederländerinnen. Im Oktober 2022 bei den Südamerikaspielen in Paraguay siegte die chilenische Mannschaft im Shootout des Finales gegen die Argentinierinnen. Toccalino hatte beim Shootout ihren Versuch vergeben. 2023 trafen die Argentinierinnen im Finale der Panamerikanischen Spiele in Santiago auf das Team aus den Vereinigten Staaten und gewannen durch Tore von Agustina Gorzelany und Eugenia Trinchinetti mit 2:1. Bei den Olympischen Spielen 2024 in Paris verloren die Argentinierinnen im Halbfinale gegen die Niederländerinnen. Das Spiel um den dritten Platz gewannen sie im Shootout gegen die Belgierinnen. Toccalino war in allen acht Spielen dabei.
Sofia Toccalino bestritt bis zum 9. August 2024 179 Länderspiele für Argentinien, in denen sie 19 Tore erzielte.